# 아나스타시아
아나스타시아(또는 아나스타샤, 아나스타시야, 안나스타시아, 안나스타티아)는 남자 이름 아나스타시우스의 여성형인 기독교식 이름이다. 그리스어로 "부활"을 의미한다. 2008년까지 중앙유럽과 러시아에서 가장 많이 사용되는 이름이었으나, 이후 소피아가 그 자리를 차지했다. 그러나 아직도 많이 쓰이는 이름이다.

## 이름의 기원
아나스타시아는 초기 기독교 시대에 만들어진 이름으로, 그리스 사람들이 부활절 근처나 대림 시기와 성탄절이 있는 12월에 태어난 아이들에게 지어주던 이름이었다. 남성 이름인 아나스타시우스(현대 그리스어 표기로는 "아나스타시오스")가 여성형으로 바뀐 아나스타시아는 "부활"이라는 의미를 가지고 있으며, 시르미움의 아나스타시아를 비롯한 초대 교회의 순교자들의 이름이기도 하였다. 특히 시르미움의 아나스타시아는 로마 가톨릭 교회의 전통 전례력에서는 성탄절 당일에 "예수 성탄 대축일 새벽 미사"를 거행하면서 함께 기념하였다. (축일 12월 25일.)

## 같이 보기
- 마리야
- 예카테리나
- 폴리나
- 빅토리아

## 자료
- “Anastasia Family History”. 미국: Ancestry.com. 2013년 7월 12일. 2014년 10월 25일에 확인함.
- “Anastasia”. United Kingdom: 옥스퍼드 대학교. 2006년 9월 16일. 2014년 10월 26일에 확인함.
- “In Brief – City Parking Fines Net 700,000 Rubles in March”. Russia: The Moscow News. 2008년 10월 4일. 2014년 10월 25일에 확인함.
- “Nicholas and Quince are the most popular names” (세르비아어). Serbia: Stil.com. 2014년 2월 1일. 2014년 10월 27일에 원본 문서에서 보존된 문서. 2014년 10월 26일에 확인함.
- “St. Anastasia”. United Kingdom: Newadvent.com. 2012년 7월 5일. 2014년 10월 26일에 확인함.
- “Sara and Luke the most popular names in Podgorica” (몬테네그로어). Montenegro: Vijesti.com. 2013년 2월 27일. 2017년 5월 4일에 원본 문서에서 보존된 문서. 2014년 10월 26일에 확인함.
- “Top baby names from around the world”. Australia: Essentialbaby.com. 2014년 3월 9일. 2014년 10월 26일에 원본 문서에서 보존된 문서. 2014년 10월 25일에 확인함.
- “Top dozens of the most popular names” (조지아어). Georgia: Ambebi.com. 2014년 1월 30일. 2014년 10월 26일에 확인함.